# はなまるなベストアルバム childhood memories
『はなまるなベストアルバム childhood memories』（はなまるなベストアルバム チャイルドフッド・メモリーズ）は、テレビアニメ『はなまる幼稚園』のキャラクターソングとサウンドトラックが収録されたベスト・アルバムである。2010年3月31日にスターチャイルド（キングレコード）から発売された。
DISC1はキャラクターソングと「ぱんだねこ体操」の別バージョン、およびオープニングテーマのTVサイズを、DISC2はアニメ本編のBGMを収録しており、後者はSadesper Record（NARASAKI&WATCHMAN）が手掛けている。ジャケットには杏、柊、小梅、土田先生、山本先生のイラストが描かれている。
テレビアニメ放送15周年を記念して、2025年7月16日より各音楽配信サービスでの配信が解禁された。

## 歌唱キャラクター
- 杏（真堂圭）
- 柊（高垣彩陽）
- 小梅（MAKO）
- 山本先生（葉月絵理乃）
- さつき（廣田詩夢）
- 土田先生（日野聡）
- 雛菊（伊瀬茉莉也）
- 真弓（斎藤千和）
- 草野先生（水原薫）
- 川代先生（若林直美）
- 桜（本名陽子）

## 収録曲

### DISC1（キャラクターソング）
1. 笑顔ならべて [4:42]
歌：杏、柊、小梅
作詞：吉田朋代、作曲・編曲：NARASAKI
  - 第1話エンディングテーマ
2. キグルミ惑星 [6:43]
歌：柊
作詞：只野菜摘、作曲・編曲：コジマミノリ
  - 第2話エンディングテーマ
3. 草の指輪 花の冠 [3:51]
歌：山本先生
作詞：只野菜摘、作曲・編曲：NARASAKI
  - 第3話エンディングテーマ
4. 発動!!らぶビーム☆ [5:03]
歌：杏
作詞：高橋菜々、作曲・編曲：NARASAKI
  - 第4話エンディングテーマ
5. あのねきいてね [4:32]
歌：小梅
作詞：只野菜摘、作曲・編曲：WATCHMAN
  - 第5話エンディングテーマ
6. ハートの法則 [3:25]
歌：さつき
作詞：大森祥子、作曲・編曲：WATCHMAN
  - 第6話エンディングテーマ
7. 黒ネコのジャズ [3:54]
歌：土田先生、さつき
作詞・作曲・編曲：NARASAKI
  - 第7話エンディングテーマ
8. 撫子ロマンス [5:16]　
歌：雛菊
作詞：松浦有希、作曲・編曲：NARASAKI
  - 第8話エンディングテーマ
9. 黒糖ドロップ [4:25]
歌：山本先生、真弓
作詞：松浦有希、作曲・編曲：NARASAKI
  - 第9話エンディングテーマ
10. 僕の忘れもの [3:34]
歌：土田先生
作詞：只野菜摘、作曲・編曲：NARASAKI
  - 第10話エンディングテーマ
11. Yes, We Can!! [3:57]
歌：草野先生、川代先生
作詞：大森祥子、作曲・編曲：WATCHMAN
  - 第11話エンディングテーマ
12. せかいでいちばん [3:21]
歌：杏、桜
作詞：大森祥子、作曲・編曲：WATCHMAN
  - 第12話エンディングテーマ
13. 優しい陽だまり [4:32]
歌：山本先生
作詞：松浦有希、作曲・編曲：NARASAKI
  - 第12話挿入歌
14. ぱんだねこ体操 みんなで一緒ver. [2:55]
歌：杏、柊、小梅、土田先生、山本先生
作詞：只野菜摘、作曲・編曲：WATCHMAN
15. 青空トライアングル TV-SIZE [1:30]
歌：杏、柊、小梅
作詞：只野菜摘、作曲・編曲：NARASAKI
  - オープニングテーマ

### DISC2（サントラ）
1. Star Dream [0:38]
2. はなまる幼稚園のテーマ [1:30]
3. 杏のテーマ [1:11]
4. つっちーのテーマ [1:31]
5. 追跡だ! [1:18]
6. 雨の幼稚園 [1:06]
7. ミラクル柊 [1:13]
8. Tik Tak [1:29]
9. 小梅のテーマ [1:02]
10. Angry [1:32]
11. 柊のテーマ [1:34]
12. 草の指輪 花の冠（inst） [1:12]
13. 星空 [1:02]
14. Step By Step [1:34]
15. はなまるな日常 [1:11]
16. ヘンテコリン [0:57]
17. おやすみ [1:57]
18. Time After Time [1:31]
19. せかいでいちばん（inst） [1:36]
20. Poolside [2:00]
21. はなまるジェット!! [1:32]
22. キラキラ小梅 [1:20]
23. 撫子ロマンス（vosa ver.） [1:09]
24. 絆 [0:58]
25. はなまるマーチ [1:29]
26. 毎日楽しいね [1:24]
27. ファンタジー [1:42]
28. 女神 Nana [0:53]
29. クリスマス会 [0:34]
30. Merry Go!Land [1:51]
31. boxing day [1:31]
32. 雪のワルツ [1:51]
33. 優しい山本先生 [2:13]
34. 今日も楽しかったね [1:29]
35. ぱんだねこ体操（予告 ver.） [1:32]
36. 笑顔ならべて（PV ver.） [2:46]